# Клиъруотър (Флорида)
Вижте пояснителната страница за други значения на Клиъруотър.
Клиъруотър (на английски: Clearwater в превод „Бистра вода“) е град в щата Флорида, САЩ. Клиъруотър е с население от 108 787 жители и обща площ от 97,70 км² (37,70 мили²).

## Население
Справка за населението през годините:
- 1900 г. – 343 жители
- 1910 – 1171
- 1920 – 2427
- 1930 – 7607
- 1940 – 10 136
- 1950 – 15 581
- 1960 – 34 653
- 1970 – 52 074
- 1980 – 85 170
- 1990 – 98 669
- 2000 – 108 787